# 邓伟根
邓伟根（1962年6月—），常被称为邓博士、邓SIR、邓老师、根哥，男，广东佛山人，中华人民共和国政治人物。暨南大学经济学博士，曾任中共江门市委副书记，市政府市长。

## 生平
1985年6月加入中国共产党。1988年12月参加工作。

### 政治生涯
1995年3月至1995年9月任顺德市市长助理。1995年9月至2003年1月任顺德市委常委。1995年9月至1999年10月兼任北滘镇委书记。1999年10月至2000年2月兼任顺德市纪委书记。2000年2月至2003年1月兼任容桂镇委书记。

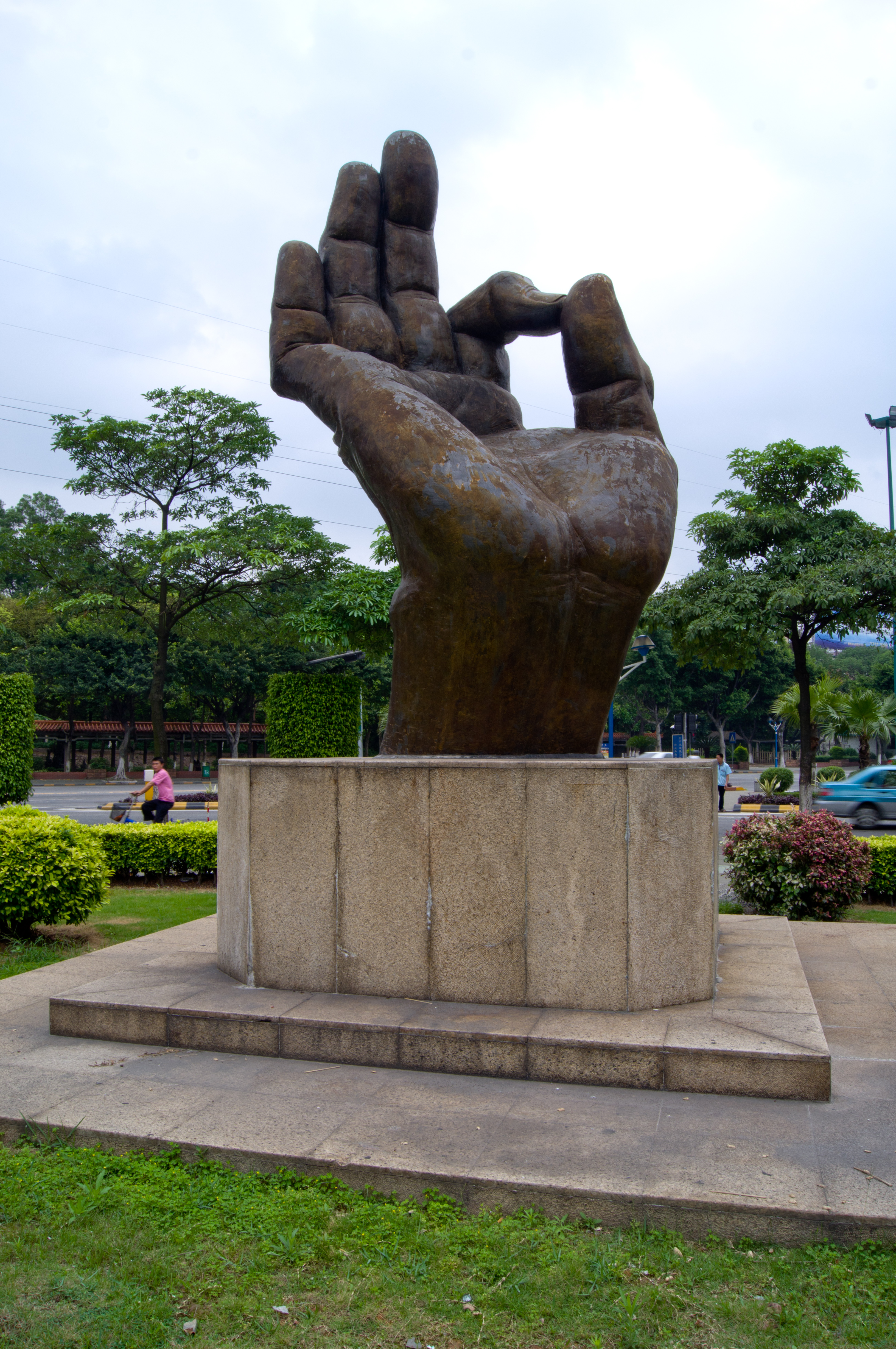
邓伟根曾出席揭幕为纪念容桂合并一周年而设置的容桂“OK”铜质雕塑，该雕塑被认为是容桂的镇徽。

2000年容奇、桂洲两镇合并成为容桂镇（现容桂街道），邓伟根上任容桂镇委书记，他在任内提出的主要观点有：将容桂定位为顺德市中心城市的经济中心和城市中心（两个中心）、打造品牌城市、“一网、二区、三场、四线”的规划建设、着重历史文化保护、品牌城市集约发展、用经营市场的理念来经营城市（将部分城市管理职移交市场），他还认为容桂人应在思想观念和精神面貌从城镇居民向现代化的城市市民转变。任內以權謀私，派心腹接管容里村，侵吞六千多畝土地。
2003年1月至2003年8月任佛山市高明区委副书记、副区长。2003年8月至2004年11月任佛山市高明区委副书记、区长。2004年11月至2007年1月任佛山市高明区委书记、区人大常委会主任。
2007年1月至2010年6月任佛山市副市长。2010年6月至2014年9月任佛山市委常委、南海区委书记、区人大常委会主任
2014年9月至2015年2月任江门市委副书记，市政府副市长、代市长
2015年1月13日，广东省第十二届人大常委会第十三次会议补选为第十二届全国人民代表大会代表。
2015年2月－2017年4月江门市委副书记，市政府市长

### 落马
2017年4月28日，邓伟根因涉嫌严重违纪，接受组织审查。2017年11月被開除党籍、開除公职，移送司法机关。
2018年8月，邓伟根受贿案经广东省检察院指定管辖，由肇庆市人民检察院向肇庆市中级人民法院提起公诉。据报道，他自1995年起在获取工程项目、变更土地性质等方面为他人谋取利益，非法收受他人财物。

## 个人生活
邓伟根喜欢摄影，曾为中国摄影家协会会员，其摄影作品《慈痴半世纪》曾被评为2010年全国摄影艺术展览的网络最高人气作品。2010年12月22日，邓伟根《岭南圣域》摄影展开幕，作品主题以佛山祖庙、岭南陶瓷等本地文化为主。
此外，他还喜欢粤剧，曾多次跟曲艺演员同台演唱。
邓伟根还是最早一批开设新媒体帐号的官员。他于2011年2月开通微博，个人微博身份认证为“暨南大学产业经济研究院教授、经济学博士”；赴江门任职后，他又开设了微信公众号。落马前，他总共发布了1.8万多条微博，有时一天之内发布三四条，因此有媒体称他是“微博达人”。

## 出版物
书籍：
- 《产业经济：结构与组织》，邓伟根，暨南大学出版社，1990年11月，ISBN 9787810290364
- 《产权改革：中国迈向市场经济的第一步》，邓伟根，广东经济出版社，1996年7月，ISBN 9787806320105
- 《产业经济学研究》，邓伟根，经济管理出版社，2001年1月，ISBN 9787801621511
- 《城市化革命：中国小城镇建设的国情报告》，邓伟根，中国社会科学出版社，2004年1月，ISBN 9787500444480
- 《园区化革命：中国小城镇工业与城市化中园镇融合问题国情报告》，邓伟根、陈文和、孙大斌 ，广东经济出版社，2005年1月，ISBN 9787807280552
- 《产业生态理论与实践：以西江产业带为例》，邓伟根、 王贵明，经济管理出版社，2005年5月，ISBN 9787802072534
- 《产业转型经验问题与策略》，邓伟根，经济管理出版社，2006年4月，ISBN 9787802075566
- 《邓伟根新疆摄影作品集》，邓伟根，中国摄影出版社，2006年6月，ISBN 9787800079733
- 《产业生态学导论》，邓伟根、 王贵明，中国社会科学出版社，2006年9月，ISBN 9787500456773
- 《欧行摭忆》，叶巨中、 邓伟根，广东旅游出版社，2007年1月，ISBN 9787806538364
- 《中国历史文化名城：佛山》，邓伟根、麦洁华，中国铁道出版社，2009年，ISBN 9787113106089